# Full Members Cup 1991-92
La Full Members Cup 1991/92 fue la séptima y última edición de la competición. Se disputó entre el 1 de octubre de 1991 y el 29 de marzo de 1992. La final se celebró en el Wembley Stadium de Londres.

## Sección Norte

### Primera Ronda
| 1 de octubre de 1991 | Grimsby Town | 1:0 | Wolverhampton Wanderers | Blundell Park, Cleethorpes |  |

| 2 de octubre de 1991 | Leicester City | 4:3 | Barnsley | Filbert Street, Leicester |  |

| 1 de octubre de 1991 | Port Vale | 1:0 | Blackburn Rovers | Vale Park, Stoke-on-Trent |  |

| 1 de octubre de 1991 | Tranmere Rovers | 6:6 (3 – 2 p.) | Newcastle United | Prenton Park, Birkenhead |  |

### Segunda Ronda
| 23 de octubre de 1991 | Coventry City | 0:2 | Aston Villa | Highfield Road, Coventry |  |

| 1 de octubre de 1991 | Everton | 3:2 | Oldham Athletic | Goodison Park, Liverpool |  |

| 22 de octubre de 1991 | Leeds United | 1:3 | Nottingham Forest | Elland Road, Leeds |  |

| 23 de octubre de 1991 | Leicester City | 4:0 | Port Vale | Filbert Street, Leicester |  |

| 22 de octubre de 1991 | Middlesbrough | 4:2 | Derby County | Ayresome Park, Middlesbrough |  |

| 22 de octubre de 1991 | Sheffield United | 3:3 (1 – 2 p.) | Notts County | Bramall Lane, Sheffield |  |

| 23 de octubre de 1991 | Sheffield Wednesday | 3:2 | Manchester City | Hillsborough Stadium, Sheffield |  |

| 22 de octubre de 1991 | Tranmere Rovers | 5:1 | Grimsby Town | Prenton Park, Birkenhead |  |

### Tercera Ronda
| 19 de noviembre de 1991 | Aston Villa | 0:2 | Nottingham Forest | Villa Park, Birmingham |  |

| 27 de noviembre de 1991 | Aston Villa | 2:1 | Everton | Filbert Street, Leicester |  |

| 26 de noviembre de 1991 | Middlesbrough | 0:1 | Tranmere Rovers | Ayresome Park, Middlesbrough |  |

| 26 de noviembre de 1991 | Notts County | 1:0 | Sheffield Wednesday | Meadow Lane, Nottingham |  |

### Semifinales
| 8 de enero de 1992 | Notts County | 1:2 | Leicester City | Meadow Lane, Nottingham |  |

| 10 de diciembre de 1991 | Tranmere Rovers | 0:2 | Nottingham Forest | Prenton Park, Birkenhead |  |

### Final Norte
| 12 de enero de 1992 | Leicester City | 1:1 | Nottingham Forest | Filbert Street, Leicester |  |

| 26 de febrero de 1992 | Nottingham Forest | 2:0 | Leicester City | City Ground, Nottingham |  |

## Sección Sur

### Primera Ronda
| 2 de octubre de 1991 | Bristol Rovers | 1:3 | Ipswich Town | Twerton Park, Bristol |  |

| 2 de octubre de 1991 | Cambridge United | 1:1 (4 – 2 p.) | Charlton Athletic | Abbey Stadium, Cambridge |  |

| 1 de octubre de 1991 | Plymouth Argyle | 1:0 | Portsmouth | Home Park, Plymouth |  |

| 1 de octubre de 1991 | Swindon Town | 3:3 (4 – 3 p.) | Oxford United | The County Ground, Swindon |  |

| 2 de octubre de 1991 | Watford | 0:1 | Southend United | Vicarage Road, Watford |  |

### Segunda Ronda
| 23 de octubre de 1991 | Brighton & Hove Albion | 3:2 | Wimbledon | Goldstone Ground, Hove |  |

| 22 de octubre de 1991 | Bristol City | 1:2 | Southampton | Ashton Gate, Bristol |  |

| 23 de octubre de 1991 | Chelsea | 1:0 | Swindon Town | Stamford Bridge, Londres |  |

| 22 de octubre de 1991 | Crystal Palace | 4:2 | Southend United | Selhurst Park, Londres |  |

| 22 de octubre de 1991 | Ipswich Town | 1:1 (2 – 1 p.) | Luton Town | Portman Road, Ipswich |  |

| 23 de octubre de 1991 | Norwich City | 1:2 | Queens Park Rangers | Carrow Road, Norwich |  |

| 22 de octubre de 1991 | Plymouth Argyle | 4:0 | Millwall | Home Park, Plymouth |  |

| 22 de octubre de 1991 | West Ham United | 2:1 | Cambridge United | Upton Park, Londres |  |

### Tercera Ronda
| 26 de noviembre de 1991 | Chelsea | 2:2 (4 – 3 p.) | Ipswich Town | Stamford Bridge, Londres |  |

| 26 de noviembre de 1991 | Plymouth Argyle | 0:1 | Southampton | Home Park, Plymouth |  |

| 26 de noviembre de 1991 | Queens Park Rangers | 2:3 | Crystal Palace | Loftus Road, Londres |  |

| 26 de noviembre de 1991 | West Ham United | 2:0 | Brighton & Hove Albion | Upton Park, Londres |  |

### Semifinales
| 10 de diciembre de 1991 | Crystal Palace | 0:1 | Southampton | Selhurst Park, Londres |  |

| 7 de enero de 1992 | Southampton | 2:1 | West Ham United | The Dell, Southampton |  |

### Final Sur
| 21 de enero de 1992 | Southampton | 2:0 | Chelsea | The Dell, Southampton |  |

| 29 de enero de 1992 | Chelsea | 1:3 | Southampton | Stamford Bridge, Londres |  |

## Final Nacional
| 1  | POR | Andy Marriott    |  |
| 2  | DEF | Gary Charles     |  |
| 3  | DEF | Stuart Pearce    |  |
| 4  | DEF | Des Walker       |  |
| 5  | DEF | Darren Wassall   |  |
| 6  | MED | Roy Keane        |  |
| 7  | MED | Gary Crosby      |  |
| 8  | MED | Scot Gemmill     |  |
| 9  | DEL | Nigel Clough     |  |
| 10 | DEL | Teddy Sheringham |  |
| 11 | DEL | Kingsley Black   |  |
| DT | DT  | Brian Clough     |  |

| 1  | POR | Tim Flowers        |  |
| 2  | DEF | Jeff Kenna         |  |
| 3  | DEF | Francis Benali     |  |
| 5  | DEF | Kevin Moore        |  |
| 6  | DEF | Neil Ruddock       |  |
| 4  | MED | Barry Horne        |  |
| 7  | MED | Matthew Le Tissier |  |
| 8  | MED | Glenn Cockerill    |  |
| 11 | MED | Terry Hurlock      |  |
| 9  | DEL | Alan Shearer       |  |
| 10 | DEL | ain Dowie          |  |
| DT | DT  | Ian Branfoot       |  |

|  | 15'  | Scot Gemmill   | 1-0 |
|  | 45'  | Kingsley Black | 2-0 |
|  | 112' | Scot Gemmill   | 3-2 |

|  | 64' | Matthew Le Tissier | 2-1 |
|  | 70' | Kevin Moore        | 2-2 |

| Árbitro |

| 1  | POR | Andy Marriott    |  |
| 2  | DEF | Gary Charles     |  |
| 3  | DEF | Stuart Pearce    |  |
| 4  | DEF | Des Walker       |  |
| 5  | DEF | Darren Wassall   |  |
| 6  | MED | Roy Keane        |  |
| 7  | MED | Gary Crosby      |  |
| 8  | MED | Scot Gemmill     |  |
| 9  | DEL | Nigel Clough     |  |
| 10 | DEL | Teddy Sheringham |  |
| 11 | DEL | Kingsley Black   |  |
| DT | DT  | Brian Clough     |  |

| 1  | POR | Tim Flowers        |  |
| 2  | DEF | Jeff Kenna         |  |
| 3  | DEF | Francis Benali     |  |
| 5  | DEF | Kevin Moore        |  |
| 6  | DEF | Neil Ruddock       |  |
| 4  | MED | Barry Horne        |  |
| 7  | MED | Matthew Le Tissier |  |
| 8  | MED | Glenn Cockerill    |  |
| 11 | MED | Terry Hurlock      |  |
| 9  | DEL | Alan Shearer       |  |
| 10 | DEL | ain Dowie          |  |
| DT | DT  | Ian Branfoot       |  |

|  | 15'  | Scot Gemmill   | 1-0 |
|  | 45'  | Kingsley Black | 2-0 |
|  | 112' | Scot Gemmill   | 3-2 |

|  | 64' | Matthew Le Tissier | 2-1 |
|  | 70' | Kevin Moore        | 2-2 |

| Árbitro |

| Bandera de Inglaterra                      |
| Campeón Nottingham Forest F. C. 2.o título |